# Jerevans spårvägar

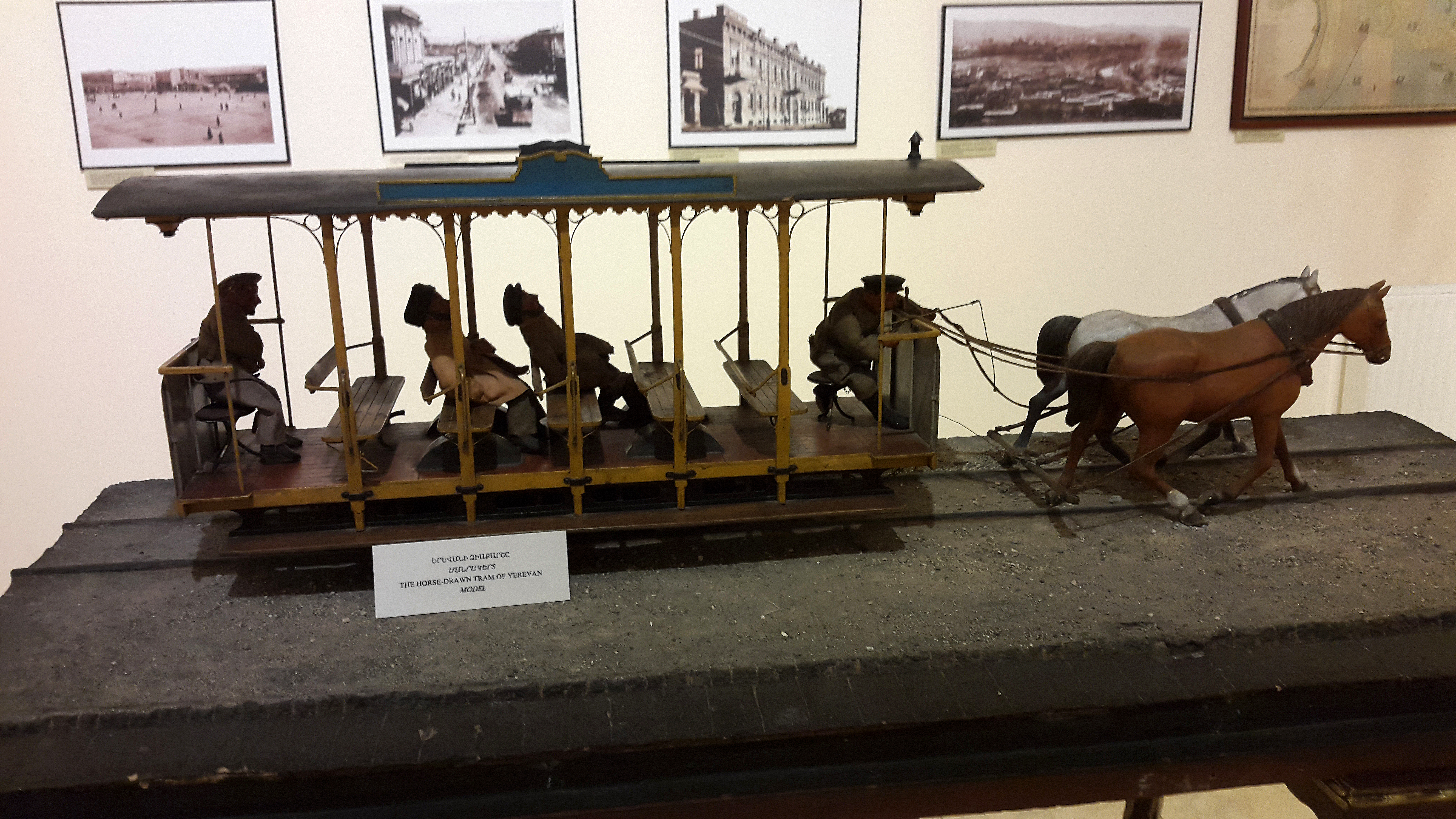
Modell av hästspårvagn i Jerevan

Jerevans spårvägar var tidigare en del av kollektivtransporterna i Jerevan i Armenien.  Det var den enda spårvägen i Armenien.
Den första spårvägen i Jerevan var en privatägd hästdragen spårvagnslinje på Abovjangatan, som byggdes 1904–1906 av entreprenören Mirzojan och öppnade i september 1906. Den var sedan i drift fram till slutskedet av första världskriget i augusti 1918. Spårvidden var 900 millimeter.
Ett nytt statligt ägt elektrisk drivet spårnät öppnade i september 1933 och byggdes ut till 89,9 kilometers längd. Spårvidden var bredspår med 1524 millimeter. Spårvägstrafiken upphörde slutligen när linje 5 Zeytun – Charbakh lades ned i januari 2004.

## Linjer
- 1 Zeytun – Barekamutjun – Ryska torget – Hajrenik – Gortsaranajin – Shinnyy Zavod
- 2 Jeritasardakan – Zoravar Andranik – Sasuntsi Davittorget – Komeritmiutjantorget
- 3 Jeritasardakan – Zoravar Andranik – Hajrenik – Gortsaranajin – Shinnyy Zavod
- 5 Zeytun – Barekamutjun – Hamalir – Malatia-Sebastia – Charbakh
- 6 Komeritmiutjantorget –  Sasuntsi Davittorget – Erebuni – Tikhogo Dona
- 7 Zeytun – Barekamutjun – Ryska torget – Zorovar Andranik –  Sasuntsi Davittorget – Erebuni
- 9 Tikhogo Dona - Erebuni – Shinnyy Zavod – Gortsaranajin – Hajrenik –Zoravar Andranik –  Sasuntsi Davittorget – Erebuni – Tikhogo Dona (ringlinje, som kördes medurs)
- 12 Erebuni –  Sasuntsi Davittorget – Zoravar Andranik – Hayrenik – Gortsaranajin – Shinnyy Zavod – Erebuni (ringlinje, som kördes moturs)

## Spårvagnar
Spårvägen trafikerades 1965 av 222 spårvagnar. Det användes under de senaste årtiondena två typer av spårvagnar: av lettiska Rīgas Vagonbūves Rūpnīca tillverkade RVZ-6M2 och av ryska Ust-Katavs järnvägsvagnsfabrik tillverkade KTM-5.